# Chihia
Chihia (àrab: الشيحية, ax-Xīḥiyya) és una ciutat de Tunísia a la governació de Sfax, a la delegació de Sakiet Ezzit, situada uns 15 km al nord-est de la ciutat de Sfax. Té una població de 23.625 habitants, darrerament en creixement per l'establiment de gent que treballa a Sfax. La ciutat es va crear vers el 1967 com un merkez, un nucli urbà de la perifèria, però al començament dels anys vuitanta fou incorporat a la ciutat de Sfax. Va recuperar la seva condició de vila separada el 1987, quan tenia uns 15.000 habitants. Es troba propera a la regió agrícola, amb grans plantacions d'oliveres.

## Administració
Forma una municipalitat o baladiyya, amb codi geogràfic 34 13 (ISO 3166-2:TN-12). La municipalitat fou creada el 1987.
Al mateix temps, constitueix un sector o imada, amb codi 34 53 54, de la delegació o mutamadiyya de Sakiet Ezzit (34 53).